# Liste von Mühlen am Schwarzwasser
Die Liste von Mühlen am Schwarzwasser gibt eine Übersicht über die historischen Wassermühlen am Schwarzwasser in der Oberlausitz (auch Hoyerswerdaer Schwarzwasser genannt) und dessen Zuflüssen Silberwasser, Naundorfer Wasser und Langes Wasser unabhängig davon, ob sie noch existieren oder bereits verfallen und abgerissen sind. Es wurden etwa 50 Mühlenstandorte am Schwarzwasser und dessen Zuflüssen erfasst. Viele Mühlen existieren nicht mehr, einige sind umgebaut und dienen anderen Zwecken.
Bei Mühlen, die unter Denkmalschutz stehen, kann über die ID-Nummer der jeweilige Denkmaltext aus der sächsischen Denkmalliste aufgerufen werden. Die historische Bedeutung der Mühlen als Einzeldenkmale ergibt sich aus dem Denkmaltext des Landesamts für Denkmalpflege Sachsen.

## Legende
- Bild: zeigt ein Bild der Mühle und gegebenenfalls zusätzlich einen Link zu weiteren Fotos im Medienarchiv Wikimedia Commons.
- Bezeichnung: Name der Mühle und gegebenenfalls Bauwerksname des Kulturdenkmals
- Lage: Ortsteil bzw. Gemarkung sowie Straßenname und Hausnummer. Der Link Karte führt zur Kartendarstellung.
- Datierung: gibt das Jahr der Fertigstellung oder den Zeitraum der Errichtung an.
- Beschreibung: Angabe baulicher und geschichtlicher Einzelheiten, von Denkmaleigenschaften sowie ehemaligen Besitzern oder Bewohnern der Mühle
- ID: Falls die Mühle ein Kulturdenkmal ist, ist hier die ID-Nr. des Landesamts für Denkmalpflege Sachsen angegeben. Ein ggf. vorhandenes Icon  führt zu den Angaben bei Wikidata.

## Liste von Mühlen am Schwarzwasser
Die Liste der ehemaligen Mühlen am Schwarzwasser bzw. Hoyerswerdaer Schwarzwasser ist entsprechend der örtlichen Lage am Flusslauf von der Quelle bis zur Mündung in die Schwarze Elster gegliedert.
| Mühlen am Schwarzwasser                 |                                            |                                                   |                   | |                          |
| Weitere Bilder                          | Zachmann-Mühle Tröbigau                    | Tröbigau, Putzkauer Straße 32-34 (Karte)          |                   | ehem. Zachmann-Mühle in Tröbigau, jetzt Wohnhaus |                          |
| Weitere Bilder                          | Hofemühle Schmölln                         | Schmölln, Am Schwarzwasser 1 (Karte)              | Mitte 19. Jh.     | ehem. Hofemühle Schmölln; Mühlengebäude; ursprünglich Brett- und Mahlmühle, Putzbau mit Lisenengliederung, baugeschichtlich und ortsgeschichtlich von Bedeutung. | 09289119                 |
| Weitere Bilder                          | Ober- oder Knochenmühle Schmölln           | Schmölln, Am Mühlteich (Karte)                    |                   | ehem. Obermühle oder Knochenmühle Schmölln am Mühlteich, genaue Lage unklar |                          |
| Weitere Bilder                          | Niedermühle Schmölln                       | Schmölln, Demitzer Straße 19 (Karte)              | 1. Hälfte 19. Jh. | ehem. Niedermühle Schmölln; Mühlenanwesen mit Wohnstallhaus und Scheune im rechten Winkel; Wohnstallhaus spätbarocker Putzbau mit Krüppelwalmdach, Scheune verputzter Bruchsteinbau, baugeschichtlich und ortsgeschichtlich von Bedeutung. | 09289084                 |
| Weitere Bilder                          | Sägemühle in Demitz                        | Demitz, Schmöllner Str. 36 (Karte)                | 19. Jh.           | ehem. Sägemühle in Demitz-Thumitz, jetzt Wohnhaus; Sägemühle mit Mahlanlage; Putzbau mit Krüppelwalmdach, baugeschichtlich und technikgeschichtlich von Bedeutung. | 09289262                 |
| Weitere Bilder                          | Altmühle in Demitz                         | Demitz, Schmöllner Str. 21 (Karte)                | 19. Jh.           | ehem. Altmühle in Demitz-Thumitz |                          |
|                                         | Alte Steinsäge-Mühle Demitz                | Demitz, Hauptstraße 42 und Schulsteg 2 (Karte)    | 1838              | ehem. Alte Steinsäge-Mühle in Demitz, jetzt Erlebnismuseum „Alte Steinsäge“ und Wohnhaus; Wohn- und Mühlengebäude, Scheune mit technischer Ausstattung (historische Steinsäge), Radkammer und historischer Steinverladekran; Wohnmühlenhaus Obergeschoss Fachwerk, ortsgeschichtlich und technikgeschichtlich von Bedeutung. | 09303342                 |
| Weitere Bilder                          | Thumitzer Mühle                            | Thumitz, Birkenroder Straße 26 / Mühlweg (Karte)  |                   | ehem. Thumitzer Mühle, Sägemühle, später Sägewerk |                          |
|                                         | Mühle Birkenrode                           | Birkenrode, Medewitzer Straße 27 (Karte)          |                   | ehem. Mühle Birkenrode |                          |
| Weitere Bilder                          | Kriesch-Mühle Rothnaußlitz                 | Rothnaußlitz, Karlsdorfer Straße 27 (Karte)       |                   | ehem. Mühle Rothnaußlitz |                          |
| Weitere Bilder                          | Mühle und Gasthof »Rätze-Mühle« Spittwitz  | Spittwitz, Bischofswerdaer Straße 4 und 6 (Karte) | um 1850           | ehem. Mühle; Gasthaus und Scheune, jetzt Wohnhaus; Gasthaus Obergeschoss Fachwerk verbrettert, Scheune Obergeschoss Fachwerk, baugeschichtlich und ortsgeschichtlich von Bedeutung. | 09251405                 |
| Weitere Bilder                          | Dampfmühle E. Rätze; Rätze-Mühle Spittwitz | Spittwitz, Zur Mühle 4 (Karte)                    | 1772              | ehem. Rätze-Mühle Spittwitz (Dampfmühle); Mühlengebäude mit Anbau, Schornstein und Seitengebäude eines Mühlenanwesens; baugeschichtlich und technikgeschichtlich von Bedeutung. | 09251406                 |
| Weitere Bilder                          | Bäckermühle oder Hermannmühle Spittwitz    | Spittwitz, Skalenring 10 (Karte)                  | 1844              | ehem. Bäckermühle oder Hermannmühle Spittwitz; Mühlengebäude mit angebautem Schornstein und Wehr; verputzter Bruchsteinbau mit einfacher Putzgliederung, baugeschichtlich und ortsgeschichtlich von Bedeutung. | 09251408                 |
| Weitere Bilder                          | Köhlermühle oder Skalmühle Spittwitz       | Spittwitz, Skalenring 2 (Karte)                   | um 1820           | ehem. Köhlermühle; Skal-Mühle Spittwitz; Mühle mit Wohnmühlenhaus, Mühlentechnik und Nebengebäude; alte Ortslage Skala, baugeschichtlich und technikgeschichtlich von Bedeutung. | 09251410                 |
| Weitere Bilder                          | Nedaschützer Ölmühle                       | Nedaschütz 29a-b (Karte)                          |                   | ehem. Nedaschützer Ölmühle, genaue Lage unklar |                          |
| Weitere Bilder                          | Benad-Mühle Nedaschütz                     | Nedaschütz 27a (Karte)                            |                   | ehem. Benad-Mühle Nedaschütz | Wikidata-Objekt anzeigen |
| Direkt Bild zu diesem Denkmal hochladen | Mühle Großhänchen                          | Großhänchen, Leutwitzer Straße 6 (Karte)          | 1793              | ehem. Mühle am Großhänchener Wasser. Mühle und Wohnhaus eines Mühlenanwesens; beide Gebäude Obergeschoss Fachwerk verbrettert, kleine Sprossenfenster, Mühlanlage teilweise vorhanden, Wohnhaus mit Laube und Feldsteinsockel. | 09289468                 |
| Weitere Bilder                          | Fehrmann-Mühle Coblenz                     | Coblenz 1 (Karte)                                 | 1832              | ehem. Fehrmann-Mühle Coblenz, jetzt Wohnhaus; Nordwestliches Müllerwohnhaus, Mühlengebäude mit Siloanbau sowie technischer Ausstattung, Nebengebäude östlich der Mühle, Mühlgraben, drei Schütze (Abzweig Hoyerswerdaer Schwarzwasser, Abzweig Mühlgraben und Einlaufwehr) und drei Mühlsteine; kleine Mühle mit kompletter alter technischer Ausstattung, erhalten bis unters Dach, baugeschichtlich, ortsgeschichtlich und technikgeschichtlich von Bedeutung. | 09251427                 |
| Weitere Bilder                          | Pietzschwitzer Mühle                       | Pietzschwitz 2 (Karte)                            |                   | Pietzschwitzer Mühle des ehem. Ritterguts | Wikidata-Objekt anzeigen |
| Mühlen am Hoyerswerdaer Schwarzwasser   |                                            |                                                   |                   | |                          |
| Weitere Bilder                          | Prischwitzer Mühle                         | Prischwitz 8 (Karte)                              | 1915              | ehem. Prischwitzer Mühle am Hoyerswerdaer Schwarzwasser; Mühlengebäude mit Wohnhaus und über Eck gebaute Scheune; wenig Technik vorhanden, Mühlengebäude mit einfacher Fassadengliederung, Mansarddach mit langem Dachhecht, baugeschichtlich, technikgeschichtlich und ortsgeschichtlich von Bedeutung. | 09252363                 |
| Weitere Bilder                          | Muschelwitzer Mühle                        | Muschelwitz 8 (Karte)                             |                   | ehem. Muschelwitzer Mühle |                          |
| Weitere Bilder                          | Wassermühle Sollschwitz                    | Sollschwitz 12-13 (Karte)                         |                   | ehem. Wassermühle Sollschwitz, genaue Lage unklar |                          |
| Weitere Bilder                          | Fischermühle Dreikretscham                 | Dreikretscham 13 (Karte)                          | 1. Hälfte 19. Jh. | ehem. Fischermühle Dreikretscham, jetzt Wohnhaus; Östliches Müllerwohnhaus (Nr. 13); im Obergeschoss Fachwerk, baugeschichtlich und ortsgeschichtlich von Bedeutung. | 09254981                 |
| Weitere Bilder                          | Kobanmühle Loga                            | Loga 30 (Karte)                                   |                   | ehem. Kobanmühle Loga |                          |
| Weitere Bilder                          | Logaer Mühle                               | Loga 24 (Karte)                                   |                   | ehem. Logaer Mühle am Hoyerswerdaer Schwarzwasser |                          |
| Weitere Bilder                          | Milkwitzer Mühle                           | Milkwitz 14 (Karte)                               | 1. Hälfte 19. Jh. | ehem. Milkwitzer Mühle am Milkwitzer Wasser; Wohnmühlenhaus, Schneidemühle und Wirtschaftsgebäude mit Hakengrundriss eines Mühlengehöfts, Mühlenwohnhaus Obergeschoss Fachwerk verbrettert, Dachgaupen, Erdgeschoss Granitgewände, kleines Wirtschaftsgebäude: massiv, mit Resten von Putzgliederung, baugeschichtlich, ortsgeschichtlich und technikgeschichtlich von Bedeutung.                                                                                | 09253023                 |
| Weitere Bilder                          | Krinitzer Mühle                            | Krinitz 14 (Karte)                                |                   | ehem. Mühle Krinitz |                          |
| Weitere Bilder                          | Lugaer Gutsmühle                           | Luga 14 (Karte)                                   | 1815              | ehem. Lugaer Gutsmühle | Wikidata-Objekt anzeigen |
| Weitere Bilder                          | Mühle Kleinholscha                         | Holscha, Kleinholscha 7 (Karte)                   |                   | ehem. Mühle Kleinholscha, jetzt Fischereihof Kleinholscha |                          |
| Weitere Bilder                          | Neschwitzer Mühle                          | Neschwitz, Neudorfer Straße 8 (Karte)             |                   | ehem. Neschwitzer Mühle, urspr. Mahlmühle, später Sägewerk. Wasserradkammer der früheren Schneidemühle sowie Einlaufschützen unter Denkmalschutz. Technikgeschichtlich von Bedeutung. | 09253254                 |
| Weitere Bilder                          | Neumühle oder Dorfmühle Zescha             | Zescha, Neue Mühle 12 (Karte)                     |                   | ehem. Mühle |                          |
| Weitere Bilder                          | Feldmühle Zescha                           | Zescha, Feldmühlenweg 6 (Karte)                   |                   | ehem. Feldmühle Zescha |                          |
| Weitere Bilder                          | Königswarthaer Mühle                       | Königswartha, Am Markt 13 (Karte)                 |                   | ehem. Königswarthaer Mühle, jetzt Wohnhaus |                          |
| Weitere Bilder                          | Hammermühle Königswartha                   | Königswartha, Hammermühlenweg (Karte)             |                   | ehem. Hammermühle Königswartha |                          |
| Weitere Bilder                          | Wassermühle Wartha                         | Wartha, Mühlenweg 4 (Karte)                       | um 1820           | ehem. Wassermühle Wartha am Schwarzwasser, jetzt Wohnhaus; Wassermühle Wartha, ohne hinteren Anbau; Obergeschoss Fachwerk, weitgehend intakter Holzkonstruktion, baugeschichtlich und ortsgeschichtlich von Bedeutung. | 08990741                 |
| Weitere Bilder                          | Obermühle Särchen                          | Groß Särchen, Mühlstraße 3 (Karte)                | 1920er Jahre      | ehem. Obermühle Särchen, jetzt Wohnhaus; Mühle mit Wohnhaus, Produktionsgebäude, Aufbereitungsturm und Mühlgraben; weitgehend erhaltener Mühlenkomplex, baugeschichtlich, ortsgeschichtlich und technikgeschichtlich von Bedeutung. | 08990718                 |
| Weitere Bilder                          | Maukendorfer Mühle                         | Maukendorf, Gutshof 5 (Karte)                     | um 1800           | ehem. Maukendorfer Mühle am Alten Schwarzwasser; Mühle; breitgelagerter Putzbau, stattliche Kubatur, Wand-Öffnungs-Verhältnis intakt, baugeschichtlich und ortsgeschichtlich von Bedeutung. | 08990583                 |
| Weitere Bilder                          | Obermühle Spohla                           | Spohla 140 (Karte)                                |                   | ehem. Obermühle Spohla am Alten Schwarzwasser |                          |
|                                         | Feldschneide-Mühle Spohla                  | Spohla                                            |                   | ehem. Feldschneide-Mühle Spohla, genaue Lage unklar |                          |
| Weitere Bilder                          | Niedermühle Spohla                         | Spohla 56 (Karte)                                 | 2. H. 19. Jh.     | ehem. Niedermühle Spohla am Alten Schwarzwasser, jetzt Wohnhaus; Mühlengebäude (ohne Anbauten) mit technischer Ausstattung sowie Mühlgraben und Mühlteich; ortsgeschichtliche Bedeutung, bauhistorischer, technikgeschichtlicher und landschaftsprägender Wert. | 09305125                 |
| Weitere Bilder                          | Hommelmühle Zeißig                         | Zeißig, Hommelmühlenweg (Karte)                   |                   | urspr. Hammermühle, ehem. Hommelmühle Hoyerswerda am Büschungsgraben, jetzt Wohnhaus |                          |

## Liste von Mühlen am Silberwasser und Naundorfer Wasser
Die Liste der ehemaligen Mühlen am Silberwasser und am Naundorfer Wasser ist entsprechend der örtlichen Lage am Flusslauf von der Quelle zur Mündung gegliedert.
| Mühlen am Silberwasser                  |                                      |                                                                    |      | |          |
| Weitere Bilder                          | Neumühle Schönbrunn                  | Schönbrunn/Lausitz, Mühlweg 3 (Karte)                              |      | ehem. Neumühle Neuschönbrunn, jetzt Wohnhaus |          |
|                                         | Schliefermühle                       | Kynitzsch, Schliefermühle 1 (Karte)                                |      | ehem. Schliefermühle |          |
| Direkt Bild zu diesem Denkmal hochladen | Wölkauer Mühle                       | Wölkau, Mühlendamm 8 (Karte)                                       |      | ehem. Wölkauer Mühle, ehem. Kulturdenkmal, um 2016 abgerissen | 09289264 |
|                                         | Falkenmühle Cannewitz                | Cannewitz, Am Silberbach 2 (Karte)                                 | 1864 | ehem. Falkenmühle Cannewitz (auch Faltenmühle); Wohnhaus, angebautes Mühlengebäude, Seitengebäude und Brücke über den Silberbach; verputzte Bruchsteinbauten, Fenster und Türen Granitgewände, baugeschichtlich und ortsgeschichtlich von Bedeutung. | 09289294 |
|                                         | Mühle Cannewitz-Rothnaußlitz         | Cannewitz, Am Silberbach 1 und Rothnaußlitz, Schulstraße 3 (Karte) | 1602 | ehem. Faltenmühle; Nebengebäude mit Mühlentechnik (ehem. Mühle) und Gebäude mit Saal (Schankwirtschaft) über winkligem Grundriss sowie Mühlgraben; Putzbauten mit Satteldach, das Nebengebäude mit Zwillingsfenster im Giebel, der Mühlgraben führt als Wasserlauf unter dem Nebengebäude hindurch, exponierte Lage, baugeschichtlich und ortsgeschichtlich sowie technikgeschichtlich von Bedeutung. | 09289297 |
|                                         | Mühle und Schankwirtschaft Cannewitz | Cannewitz, Am Silberbach 3 (Karte)                                 | 1861 | ehem. Mühle und Gaststätte „Mühlenhof“ Cannewitz; Südliches Wohnhaus, Scheune und Seitengebäude eines Dreiseithofes, mit Hofpflaster, Einfriedung und Handschwengelpumpe; Wohnhaus Putzbau mit Gurtgesims und Drempel, Scheune und Seitengebäude verputzter Bruchstein, baugeschichtlich und wirtschaftsgeschichtlich von Bedeutung.                                                                  | 09289301 |
| Weitere Bilder                          | Handrikmühle Spittwitz               | Spittwitz, Einnahmeweg 2 (Karte)                                   | 1841 | ehem. Handrikmühle oder Gutsmühle Krostag in Spittwitz; Mühlenanwesen mit Wohnhaus mit angebautem Nebengebäude, winkligen Scheunen im Süden und zwei Nebengebäuden sowie Einfriedung mit Torsäulen und Tor; baugeschichtlich und ortsgeschichtlich von Bedeutung. | 09251407 |
| Mühlen am Naundorfer Wasser             |                                      |                                                                    |      | |          |
|                                         | Mühle Naundorf                       | Naundorf, Hauptstraße 81 (Karte)                                   |      | ehem. Mühle Naundorf, abgerissen, genaue Lage unklar |          |
|                                         | Schneidemühle Cossern                | Cossern, Talstraße 1 (Karte)                                       |      | ehem. Schneidemühle Cossern, später Sägewerk |          |
| Direkt Bild zu diesem Denkmal hochladen | Getreidemühle Cossern                | Cossern, Talstraße 8 (Karte)                                       | 1851 | ehem. Mahlmühle Cossern, später „Restauration zur Mühle“ und Bäckerei |          |
| Weitere Bilder                          | Mühle Zockau                         | Zockau, Am Anger 6 (Karte)                                         |      | ehem. Mühle Zockau, jetzt Wohn- und Geschäftshaus |          |

## Liste von Mühlen am Langen Wasser
Die Liste der ehemaligen Mühlen am Langen Wasser ist entsprechend der örtlichen Lage am Flusslauf von der Quelle zur Mündung gegliedert.
| Bild                                    | Bezeichnung                                    | Lage                                              | Datierung | Beschreibung | ID       |
| --------------------------------------- | ---------------------------------------------- | ------------------------------------------------- | --------- | --- | -------- |
|                                         | Sägemühle Arnsdorf                             | Arnsdorf, Mühlweg (Karte)                         |           | ehem. Sägemühle Arnsdorf, jetzt Sägewerk |          |
|                                         | Pappmühle Dretschen                            | Dretschen (Karte)                                 |           | ehem. Pappmühle Dretschen, jetzt Wohnhaus |          |
| Weitere Bilder                          | Diehmener Mühle                                | Diehmen (Karte)                                   |           | ehem. Diehmener Mühle, jetzt Wohnhaus |          |
| Weitere Bilder                          | Katschwitzer oder Drauschkowitzer Mühle        | Drauschkowitz, An der Wassermühle 2 (Karte)       | 1766      | ehem. Katschwitzer Mühle, noch immer in Betrieb; Mühle mit oberschlächtigem Wasserrad, Mühlteich, Graben und der gesamten Technik des 20. Jh.; technikgeschichtlich, kulturgeschichtlich und sozialgeschichtlich von Bedeutung. | 09251997 |
| Direkt Bild zu diesem Denkmal hochladen | Mühle Klein-Gaußig                             | Gaußig, Seitschener Straße 17 (Karte)             |           | ehem. Mühle Gaußig am Gaußiger Wasser, urspr. mit dem Keyserlingschen Wappen des Erbauers (um 1760), jetzt Wohnhaus, genaue Lage unklar |          |
|                                         | Puschermühle Seitschen                         | Gaußig, Bautzener Straße 51-53 (Karte)            |           | ehem. Puschermühle (auch Buschermühle) am Gaußiger Wasser, gehörte urspr. zum Rittergut Großseitschen, jetzt Wohnhaus |          |
|                                         | Mühle Brösang-Drauschkowitz                    | Brösang Nr. 4-6 (Karte)                           |           | ehem. Mühle Brösang, jetzt Wohnhaus, genaue Lage unklar |          |
| Weitere Bilder                          | Gülde-Mühle Kleinseitschen                     | Kleinseitschen, Kleinseitschener Straße 8 (Karte) | 1843      | ehem. Gülde-Mühle Kleinseitschen, jetzt Wohnhaus. Südwestliches ehem. Wohnmühlengebäude; Obergeschoss Fachwerk, verkleidet, Krüppelwalmdach, baugeschichtlich und ortsgeschichtlich von Bedeutung. | 09250295 |
|                                         | Mühle Seitschen                                | Seitschen, Schanzenweg 7 (Karte)                  |           | ehem. Mühle Seitschen, jetzt Wohnhaus |          |
| Weitere Bilder                          | Mühle Göda                                     | Göda, Mühlweg 5-7 (Karte)                         | 1821      | ehem. Mühle Göda, jetzt Wohnhaus, teilweise ruinös; Mühlenanwesen einer ehem. Wassermühle; Nr. 5 (drei Gebäude: westliches Wohnmühlenhaus und östliches Gebäude aus zwei hintereinander liegenden Nebengebäuden, Wohnmühlengebäude und südöstliches Nebengebäude Obergeschoss Fachwerk, z. T. verbrettert) mit zwei vorgelagerten Mühlsteinen an straßenseitigem Giebel des östlichen Nebengebäudes und mit vorhandener technischer Ausstattung sowie ehemaliger Radkammer und Nr. 7 (zwei Gebäude: Müllerwohnhaus und nordwestliche Scheune), baugeschichtlich, ortsgeschichtlich, technikgeschichtlich und ortsbildprägend von Bedeutung. | 09251289 |
|                                         | Rüdemühle Dahren                               | Dahren 1 (Karte)                                  | 1807      | ehem. Getreide- und Ölmühle Dahren, sog. Rüdemühle, jetzt Wohnhaus. Putzbau mit Drempel, Satteldach, baugeschichtlich von Bedeutung, Eingangsportal mit Schlussstein, bezeichnet mit 1807 – G.C.V. (im Schlussstein). | 09251311 |
|                                         | Felsenmühle Dahren; Gasthaus »Zur Felsenmühle« | Dahren 3 (Karte)                                  | 1800      | ehem. Sägemühle Dahren, später Gasthaus „Zur Felsenmühle“, jetzt Wohnhaus; Ehem. Gasthaus, breitgelagerter Putzbau mit Korbbogenportal und Krüppelwalmdach, baugeschichtlich und ortsgeschichtlich von Bedeutung. Korbbogenportal mit Schlussstein. | 09251314 |